# Consejo General de Andorra
El Consejo General, anteriormente denominado Consejo General de los Valles (en catalán: Consell General y Consell General de les Valls) es el órgano unicameral que ostenta el poder legislativo en Andorra, y tiene su sede en el Nuevo Parlamento de Andorra. La Casa de la Vall fue la sede histórica hasta 2011.

## Organización
Está formado por veintiocho miembros, elegidos cada cuatro años. Catorce de ellos son elegidos por representación proporcional en una circunscripción nacional, y los otros catorce son elegidos por las siete parroquias que conforman el país. Esta es una estructura reciente, ya que originalmente cada parroquia elegía 4 escaños. Sin embargo, como las parroquias varían desde 350 hasta 2.500 habitantes, este esquema generaba una marcada desproporción y la circunscripción nacional se instaló para las elecciones de 1997.
El Consejo General, sujeto a la aprobación de los copríncipes, elige al jefe de gobierno, que será el presidente del Ejecutivo. Este presidente, a su vez, designa al resto del Ejecutivo, compuesto por él mismo y siete ministros.
El Consejo General de los Valles está presidido por un síndico, que actualmente recae en la persona de Roser Suñé Pascuet, y por un subsíndico, que actualmente es Meritxell Palmitjavila Naudí. En ausencia de estos, la presidencia recae en el consejero elegido por la circunscripción de Canillo.

## Sede

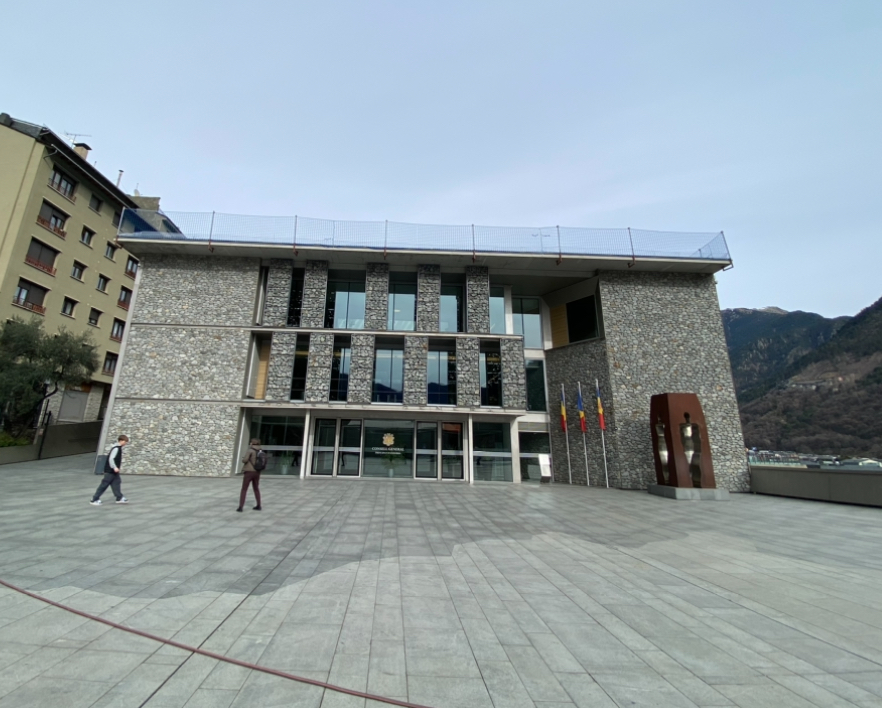
Fachada del Nuevo Parlamento de Andorra

En 1996, durante la primera legislatura constitucional, se creó una comisión para diseñar una nueva sede para el Consejo General, situado entonces en la Casa de la Vall, cuyo espacio era ya demasiado pequeño para los grupos parlamentarios.
La nueva sede está situada cerca del edificio administrativo del Gobierno de Andorra. Las sesiones ordinarias se celebran aquí, mientras que las sesiones tradicionales (la sesión constitutiva o la sesión de Sant Tomàs) se llevan a cabo en la Casa de la Vall.

## Composición

### La Sindicatura
Es el órgano rector de la cámara. Se ocupa de los aspectos administrativos y de la organización parlamentaria.
| Cargo                                                                                    | Titular                 | Partido    |
| ---------------------------------------------------------------------------------------- | ----------------------- | ---------- |
| Síndic general                                                                           | Carles Ensenyat Reig    | Demócratas |
| Subsíndica general                                                                       | Sandra Codina Tort      | CC         |
| Secretaria de la Sindicatura                                                             | Maria Àngels Aché Feliu | Concòrdia  |
| Secretaria de la Sindicatura                                                             | Carolina Puig Montes    | Demócratas |
| Secretario general*                                                                      | Josep Hinojosa Besolí   | No aplica  |
| *Actúa como asesor de la Sindicatura, pero no es miembro del Consejo General de Andorra. |                         |            |

### Grupos parlamentarios
Las elecciones más recientes fueron en abril de 2023, otorgando a Demócratas 13 asientos, 5 a Concòrdia, a Ciudadanos Comprometidos 3 asientos, 3 al Partido Socialdemócrata, 3 a Andorra Adelante y 1 asiento a Acción por Andorra.
| Grupo parlamentario | Grupo parlamentario      | Grupo parlamentario      | Integrantes                        | Portavoz                | Líder                          | Escaños |
|                     | Demócrata                | Demócrata                | Demócratas por Andorra             | Mònica Bonell Tuset     | Xavier Espot                   | 13      |
|                     | Concòrdia                | Concòrdia                | Concòrdia                          | —                       | Núria Segués y Sílvia Mosquera | 5       |
|                     | Ciudadanos Comprometidos | Ciudadanos Comprometidos | Ciudadanos Comprometidos           | Carles Naudi            | David Baró                     | 3       |
|                     | Socialdemócrata          | Socialdemócrata          | Partido Socialdemócrata de Andorra | —                       | Pere Baró Rocamonde            | 3       |
|                     | Andorra Adelante         | Andorra Adelante         | Andorra Adelante                   | Carine Montaner Raynaud | Carine Montaner Raynaud        | 3       |
|                     | No adscritos             | No adscritos             | Independiente                      | Víctor Pintos Morell    | Víctor Pintos Morell           | 1       |

## Historia
El actual parlamento andorrano tiene sus orígenes en el Consejo de la Tierra, constituido en 1419. Permaneció en vigor a lo largo de varios siglos, convirtiéndose progresivamente en el feudo de unas pocas familias poderosas. Esto causó descontento popular en el siglo XIX, y se emprendieron importantes reformas en 1886.
Las reformas fueron organizadas por Guillem d'Areny Plandolit, teniendo múltiples efectos:
- El Consejo de la Tierra fue abolido y remplazado por el Consejo General de Andorra, presidido por un síndico y un subsíndico.
- El sufragio fue ampliado a todos los cabezas de familia.
- Se instauraron elecciones regulares en las que se elegían doce de los entonces veinticuatro consejeros cada dos años.

En los años 1930, se volvió a caldear el panorama político. Un punto especialmente polémico fue que el Consejo se había referido a Andorra como una república en reiteradas ocasiones, lo que causó cierto desacuerdo con los copríncipes. El Consejo General fue disuelto en junio de 1933, y se celebraron unos comicios para reelegirlo. Se aprovechó la oportunidad para cambiar las leyes electorales; entonces, todos los hombres mayores de veinticinco años podían votar y todos los hombres mayores de treinta podían presentarse para ser elegidos.
En 1970 se extendió el sufragio a las mujeres mayores de veinticinco años; en 1971 se redujo la edad mínima de hombres y mujeres para votar a veintiún años, y la de los candidatos para ser elegidos a veinticinco. Las mujeres consiguieron el derecho de presentarse a unas elecciones en 1973, y en proclamó un referéndum en 1978 para realizar nuevas reformas.
Más tarde, en ese año, una séptima parroquia fue creada, (Las Escaldas-Engordany), aumentando el número de consejeros a veintiocho.
En 1982, se creó el Consejo Ejecutivo, constando del presidente ejecutivo del Consejo y de cuatro consejeros con cargos ministeriales. En 2011 el Consell General cambió de sede desde la Casa de la Vall hasta el nuevo edificio del Consell General, en la misma plaza. Algunos actos importantes todavía se celebran en la Casa de La Vall.

### Histórico de resultados y distribución de escaños
| 2   | 5  | 8   | 4    | 5  | 4   |
| IDN | ND | AND | Ind. | LA | CNA |

| 2   | 2  | 6   | 2    | 10 |
| IDN | ND | AND | Ind. | LA |

| 6  | 5  | 15 | 2  |
| PS | PD | LA | UL |

| 12 | 2   | 14 |
| PS | CDA | LA |

| 14 | 3   | 11 |
| PS | APC | UL |

| 20  | 6  | 2  |
| DPA | PS | UL |

| 2   | 15  | 3  | 8  |
| SDP | DPA | PS | LA |

| 11  | 2  | 7  | 2  | 4  |
| DPA | CC | PS | TV | LA |

| 5  | 17     | 3  | 3  |
| CO | DPA+CC | PS | AE |